# Garaż Zajezdni Służby Zdrowia
Garaż Zajezdni Służby Zdrowia – modernistyczny garaż wielopoziomowy znajdujący się w Warszawie przy ul. Jana Pawła Woronicza 19, wybudowany w latach 1956–1958, od 2022 wpisany do rejestru zabytków. Pierwszy garaż wielopoziomowy zbudowany w Warszawie po 1945.

## Historia
Budynek zaprojektowany został przez Wiesława Żochowskiego, Mariusza Dalaka i Janusza Czajkowskiego, zatrudnionych w Centralnym Biurze Studiów i Projektów Transportu Drogowego i Lotniczego. Budowa miała miejsce w latach 1956–1958 z pierwotnym przeznaczeniem na bazę samochodową Komitetu Centralnego Polskiej Zjednoczonej Partii Robotniczej. Od oddania do użytku pełnił jednak rolę zajezdni pojazdów służby zdrowia dla Stołecznej Kolumny Transportu Sanitarnego. W latach późniejszych przebudowany, bez istotnych modyfikacji kontrukcji i detalu elewacji. Obecnie w rękach prywatnych, użytkowany na cele związane z przechowywaniem, kontrolą stanu technicznego i naprawą samochodów.
Był pierwszym garażem wielopoziomowym wzniesionym w Warszawie po II wojnie światowej.
W 2003 został umieszczony na liście dóbr kultury współczesnej w Warszawie przez Stowarzyszenie Architektów Polskich. W 2012 wpisany do gminnej ewidencji zabytków. W grudniu 2022 wpisany do rejestru zabytków przez Mazowieckiego Wojewódzkiego Konserwatora Zabytków.

## Architektura
Budynek posiada formię wielokondygnacyjnego garażu z dwoma żelbetowymi spiralnymi rampami komunikacyjnymi na końcach budynku, zapewniającymi komunikację kołową między poziomami. Rampy posiadają formę baszt zakończonych latarniami.
Mimo obowiązywania doktryny socrealizmu w architekturze i sztuce podczas fazy projektowania budynku, architekci stworzyli projekt w duchu funkcjonalizmu, inspirowany myślą Le Corbusiera i Waltera Gropiusa. Z tych powodów został poddany krytyce z powodu rzekomego kosmopolityzmu. Budynek łączy wątki architektury modernistycznej, historyzujący detal i nowatorskie rozwiązania konstrukcyjne.

## Nagrody
- nagroda III stopnia w dziale budownictwa przemysłowego Komisji Urbanistyczno-Architektonicznej[1]